# امیلی سیمون
امیلی سیمون (به انگلیسی: Émilie Simon)(زاده ۱۷ ژوئیه ۱۹۷۸) خواننده، ترانه‌سرا، آهنگساز فرانسوی است.